# ستانلي جونسون (كرة سلة)
ستانلي جونسون (بالإنجليزية: Stanley Johnson)‏ مواليد 29 مايو 1996 في آناهايم، هو لاعب كرة سلة محترف أمريكي بدأ مسيرته الاحترافية في سنة 2015 حيث تم اختياره من قبل فريق ديترويت بيستونز خلال الدرافت، يلعب مع فريق ديترويت بيستونز في الرابطة الوطنية لكرة السلة ويحمل الرقم 3. يبلغ طوله 6 قدم 7 بوصة (2.0 م).

## إحصائيات المسيرة

### الرابطة الوطنية لكرة السلة

#### الموسم الاعتيادي
| السنة   | الفريق          | لعب | بدأ | دقيقة | ميداني% | ثلاثية | حرة  | ارتداد | صنع | استلاب | تصدي | نقطة |
| ------- | --------------- | --- | --- | ----- | ------- | ------ | ---- | ------ | --- | ------ | ---- | ---- |
| 2015–16 | ديترويت بيستونز | 73  | 6   | 23.1  | .375    | .307   | .784 | 4.2    | 1.6 | .8     | .2   | 8.1  |
| المسيرة | المسيرة         | 73  | 6   | 23.1  | .375    | .307   | .784 | 4.2    | 1.6 | .8     | .2   | 8.1  |

#### التصفيات
| السنة   | الفريق          | لعب | بدأ | دقيقة | ميداني% | ثلاثية | حرة   | ارتداد | صنع | استلاب | تصدي | نقطة |
| ------- | --------------- | --- | --- | ----- | ------- | ------ | ----- | ------ | --- | ------ | ---- | ---- |
| 2016    | ديترويت بيستونز | 4   | 0   | 20.3  | .522    | .600   | 1.000 | 4.0    | .0  | .3     | .0   | 8.0  |
| المسيرة | المسيرة         | 4   | 0   | 20.3  | .522    | .600   | 1.000 | 4.0    | .0  | .3     | .0   | 8.0  |

## روابط خارجية
- ستانلي جونسون على موقع الاتحاد الدولي لكرة السلة (الإنجليزية)
- ستانلي جونسون على موقع إن بي أي (الإنجليزية)
- ستانلي جونسون على موقع سبورتس رفرنس (الإنجليزية)
- ستانلي جونسون على موقع كرة السلة الأوروبية.كوم (الإنجليزية)
- ستانلي جونسون على موقع DraftExpress.com (الإنجليزية)
- ستانلي جونسون على موقع إي إس بي إن.كوم (الإنجليزية)
- ستانلي جونسون على موقع كلية كرة السلة في سبورتس رفرنس.كوم (الإنجليزية)
- ستانلي جونسون على موقع ريلجم (الإنجليزية)
- ستانلي جونسون على موقع بروبوليرز (الإنجليزية)
- ستانلي جونسون على موقع سبورتس رفرنس (الإنجليزية)